# Comuna Petrovirivka, Berezivka
Jovten (în ucraineană Жовтень) este o comună în raionul Berezivka, regiunea Odesa, Ucraina, formată din satele Petrovirivka (reședința), Kosteantîniv, Polove și Revova.

## Demografie
Componența lingvistică a comunei Jovten
     Ucraineană (85%)
     Română (7,13%)
     Rusă (6,44%)
     Alte limbi (0,66%)
Conform recensământului din 2001, majoritatea populației comunei Jovten era vorbitoare de ucraineană (85%), existând în minoritate și vorbitori de română (7,13%) și rusă (6,44%).